# جونگ‌کوک
این یک نام کره‌ای است؛ نام خانوادگی جون است.
جون جونگ کوک (کره‌ای: 전정국؛ زادهٔ ۱ سپتامبر ۱۹۹۷) که با نام جونگ‌کوک (کره‌ای: 정국) شناخته می‌شود، خواننده و ترانه‌سرای اهل کره جنوبی است. او کوچک‌ترین عضو و خوانندهٔ گروه پسرانهٔ کره‌ای بی‌تی‌اس است.

## اوایل زندگی
جون جونگ کوک در ۱ سپتامبر ۱۹۹۷ در بوسان، کره جنوبی زاده شد. خانوادهٔ او شامل والدین و یک برادر بزرگ‌تر است. او دوران دبستان و راهنمایی را در مدرسهٔ بک‌یانگ بوسان گذراند و هنگامی‌که کارآموز شد، ادامهٔ تحصیلات خود را در مدرسهٔ راهنمایی شینگوی سئول از سر گرفت. جونگ‌کوک در کودکی آرزو داشت که بازیکن بدمینتون شود اما با دیدن اجرای «قلب‌شکن» جی-دراگون در تلویزیون، به خوانندگی روی آورد.
جونگ‌کوک در سال ۲۰۱۱، در آزمون برنامهٔ استعدادیابی کره‌ای سوپراستار کی که در دگو برگزار شد، حضور یافت و با وجود پذیرفته نشدن در این آزمون، از هفت کمپانی سرگرمی پیشنهاد مصاحبه دریافت کرد. او پس از دیدن اجرای آراِم (هم‌گروهی و لیدر فعلی بی‌تی‌اس)، تصمیم گرفت به بیگ هیت اینترتینمنت ملحق شود. جونگ‌کوک پیش از آغاز به کار، برای بهبود مهارت رقص خود، در تابستان ۲۰۱۲ به لس آنجلس سفر کرد و زیر نظر کمپانی رقص موومنت لایف‌استایل آموزش دید. او در ژوئن ۲۰۱۲، در موزیک ویدئوی «من خودشم» از جوکُن حضور یافت و همچنین مدتی رقصنده گروه گِلَم بود. او در سال ۲۰۱۷، از دبیرستان هنرِ مدرسهٔ هنرهای نمایشی سئول فارغ‌التحصیل شد. جونگ‌کوک در نوامبر ۲۰۱۶، از شرکت در آزمون ملی ورودی دانشگاه‌های کرهٔ جنوبی منصرف شد. در سال ۲۰۲۰، در رشتهٔ پخش و سرگرمی وارد دانشگاه سایبر جهانی شد.

## حرفه

### ۲۰۱۳ تاکنون: بی‌تی‌اس

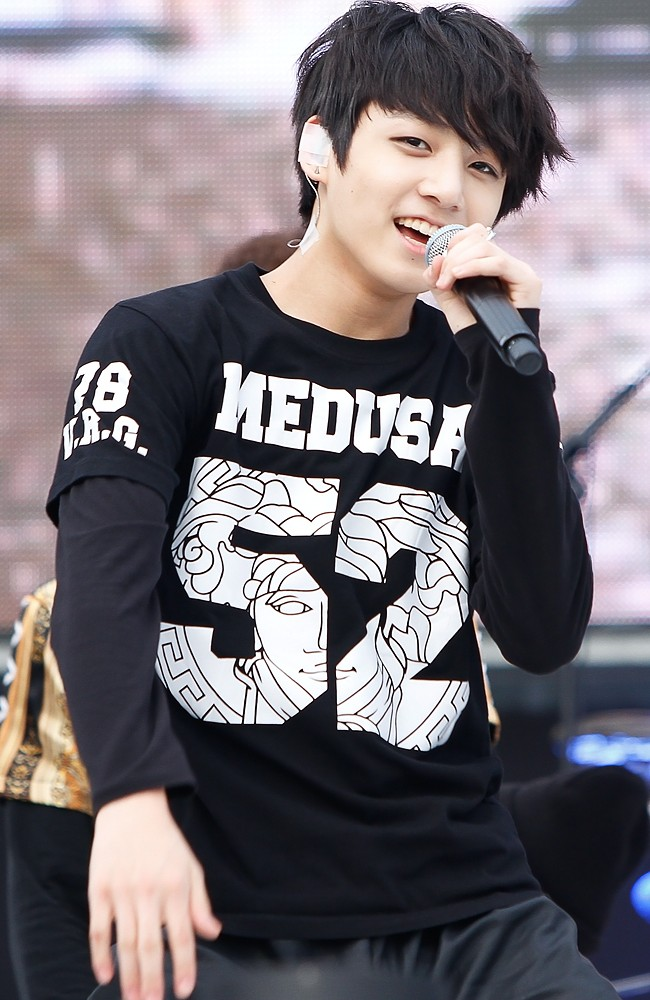
جونگ‌کوک در حال اجرا در ۲۷ ژوئیهٔ ۲۰۱۳

جونگ‌کوک در ۱۲ ژوئن ۲۰۱۳، با انتشار تک‌آهنگ خیلی خفن برای مدرسه، به‌عنوان عضوی از بی‌تی‌اس آغاز به کار کرد. او تحت نام بی‌تی‌اس، دو قطعهٔ تک‌خوانی منتشر کرده است؛ اولین قطعه، قطعهٔ پاپ «آغاز» از آلبوم ۲۰۱۶ بال‌ها بود که روایتگر داستان سفر جونگ‌کوک به سئول در سنین نوجوانی به هدف آیدل شدن و قدردانی از اعضای گروه به‌خاطر حمایتشان از او بود. قطعهٔ دوم، قطعهٔ فیوچر بیس «سرخوشی» بود که در ۵ آوریل ۲۰۱۸، به‌همراه یک فیلم کوتاه نه دقیقه‌ای منتشر شد و مقدمه‌ای بر قسمت سوم مجموعهٔ «عاشق خودت باش» بی‌تی‌اس بود. نسخهٔ استودیویی کامل این قطعه در ۲۴ اوت ۲۰۱۸، به‌همراه آلبوم عاشق خودت باش: پاسخ منتشر شد. «سرخوشی» توسط دی‌جی سوئیول تهیه شده‌بود و در جدول فوران‌کننده زیر ۱۰۰ آهنگ داغ بیلبورد، پنجم شد. سومین تک‌خوانی جونگ کوک که در آلبوم استودیویی ۲۰۲۰ گروه، نقشهٔ روح: ۷ قرار داشت، یک ترانهٔ آراندبی گیرا در مورد گذر از تجربیات دورهٔ نوجوانی به‌خاطر حرفه‌اش بود. «فرصت من» در رتبهٔ ۸۴ ۱۰۰ آهنگ داغ بیلبورد ایالات متحده قرار گرفت. «سرخوشی» و «فرصت من» نخستین و دومین قطعه‌های تک‌خوانی از یک خوانندهٔ کی-پاپ با طولانی‌ترین حضور در جدول فروش ترانه‌های دیجیتال ملل بیلبوردند و به ترتیب ۵۴ و ۵۱ هفته را در این جدول سپری کرده‌اند.
جونگ‌کوک تهیه‌کنندهٔ اصلی دو قطعهٔ «عشق پایان نیافته است» و «دکّان جادو» از بی‌تی‌اس است. او در ۲۵ اکتبر ۲۰۱۸، به‌همراه دیگر اعضای بی‌تی‌اس، نشان لیاقت فرهنگی را از رئیس‌جمهور کرهٔ جنوبی دریافت کرد.

### ۲۰۱۵ تاکنون: فعالیت‌های انفرادی

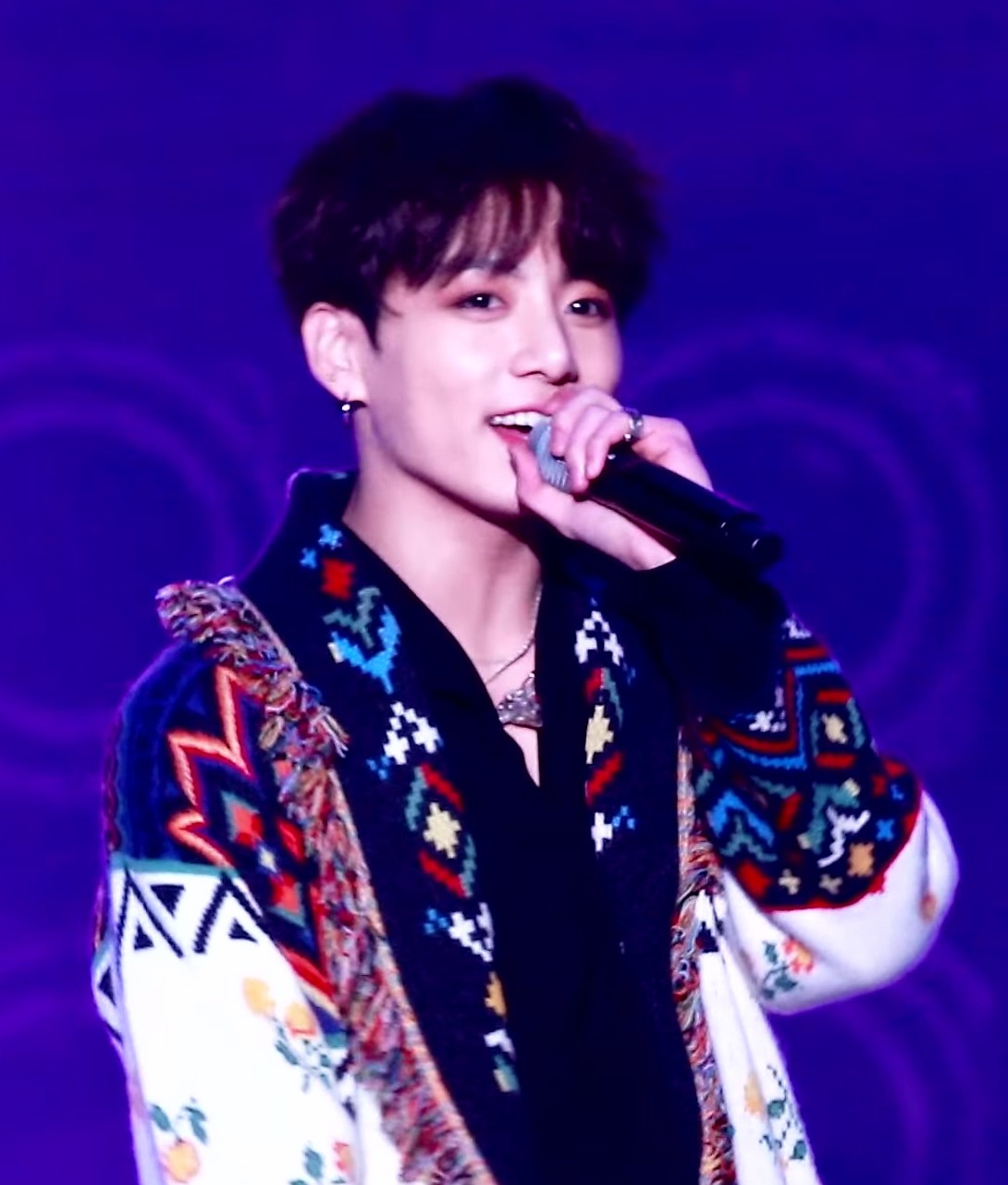
جونگ‌کوک حین اجرای «پسر عاشق» در گایو دجون اس‌بی‌اس ۲۰۱۸.

جونگ‌کوک در سپتامبر ۲۰۱۵، به کمپین «یک رؤیا، یک کره» پیوست و در کنار جمعی از هنرمندان کره‌ای، در ترانه‌ای در یادبود جنگ کره حضور یافت. این ترانه در ۲۴ سپتامبر منتشر و در ۱۵ اکتبر در کنسرت وان کِی، در سئول اجرا شد.
جونگ‌کوک در سال ۲۰۱۶، در قسمت آزمایشی برنامهٔ کارکنان گل حضور یافت. او همچنین در برنامهٔ برومنس سلبریتی‌ها و در قسمت ۷۲ پادشاه خوانندهٔ نقابدار، با عنوان «مرد شمشیرباز» شرکت کرد.
جونگ‌کوک در ۶ نوامبر ۲۰۱۸، ترانهٔ «دیگه با هم حرف نمی‌زنیم» را به‌همراه چارلی پوث، در بخش ویژه‌ای از مراسم جوایز موسیقی ام‌بی‌سی پلاس و جینی اجرا کرد. او پیش از این نیز دو کاور از این ترانه را به‌صورت تکی و به‌همراه جیمین منتشر کرده‌بود.
جونگ‌کوک در ۴ ژوئن ۲۰۲۰، قطعهٔ «هنوز همراه تو» را به‌صورت رایگان در ساوندکلاود منتشر کرد؛ این ترانه بخشی از پروژهٔ سالگرد بی‌تی‌اس بود. بیلبورد این ترانه را «تلفیقی از طنین سینث و ضرب ملایم گیتار با چاشنی درام» توصیف کرد. تهیه‌کنندهٔ این قطعه جونگ‌کوک بود.
در ۲۰ نوامبر ۲۰۲۲، جونگ‌کوک تک‌آهنگ «رؤیاپردازان» را قبل از اجرای زنده در مراسم افتتاحیه جام جهانی فوتبال ۲۰۲۲، منتشر کرد.

## تأثیر
در بررسی انجام‌شده توسط گالوپ کره در سال ۲۰۱۹، جونگ‌کوک به‌عنوان سومین سلبریتی محبوب سال کرهٔ جنوبی انتخاب شد. او در سال ۲۰۱۶ بیستم، در ۲۰۱۷ هفدهم و در ۲۰۱۸ هشتم بود. او در سال ۲۰۱۸، به‌مدت ۱۰ هفتهٔ متوالی در فهرست محبوب‌ترین سلبریتی‌های چینِ مجلهٔ های چاینا، در رتبهٔ اول بود. جونگ‌کوک در میان طرفداران در رسانه‌های اجتماعی، از محبوبیت بسیار زیادی برخوردار است. در دسامبر ۲۰۱۸، ویدئویی از خوانندگی او در استودیو، بیشترین ریتوییت آن سال را در توییتر کرهٔ جنوبی داشت. هنرمندان زیادی همچون کیم دونگ-هان و هیونگ‌سوپ اکس ایونگ از او به‌عنوان الگو و الهام‌بخش خود یاد کرده‌اند. جونگ‌کوک از جاستین بیبر، جاستین تیمبرلیک و آشر به‌عنوان الگوهای موسیقایی خود یاد کرده است.
بر اساس جدول نیم‌سال گوگل، جونگ‌کوک پرجستجوترین آیدل مرد کی-پاپِ این وبگاه در سال ۲۰۱۹ بود. او در سال ۲۰۲۰ نیز در صدر این جدول جای گرفت و در سال‌های ۲۰۱۹ و ۲۰۲۰، پرجستجوترین آیدل کی‌پاپ در یوتیوب بود. به‌مدت ۳ سال متوالی، در جدول 'ستارگان برتر کی‌پاپ' تامبلر اول شد. توییت او در توییتر، بیشترین ری‌توییت سال ۲۰۱۹ را داشت و در سال ۲۰۲۰ دوم بود. جونگ‌کوک در مارس ۲۰۲۱، رکورد بیشترین بینندهٔ زمان واقعی وی لایو را شکست و لایو انفرادی او بیش از ۲۲ میلیون بینندهٔ همزمان داشت؛ او نخستین بار این رکورد را در اکتبر ۲۰۱۸، با بیش از ۳٫۷ میلیون بینندهٔ جهانی شکسته‌بود.

## زندگی خصوصی
جونگ‌کوک از سال ۲۰۱۸ با هم گروهی‌هایش در هانام-دونگ، سئول زندگی می‌کند.
در سال ۲۰۱۸ به علت آسیب دیدگی پایش، مجبور به بخیه و استراحت شد. در کنسرت نیز نشسته مشارکت کرد. او در ژوئیهٔ ۲۰۱۹ آپارتمانی در منطقه یونگسان، سئول به ارزش ۴ میلیارد وون خریداری کرد که آن را در دسامبر ۲۰۲۰ به برادر بزرگترش هدیه داد. دارایی خالص او تا ژوئیهٔ ۲۰۲۱، ۲۰ میلیون دلار آمریکا تخمین زده شد.

## ترانه‌شناسی

### آلبوم‌های استودیویی
| عنوان | جزئیات                                                                       | بالاترین جایگاه جدول | بالاترین جایگاه جدول | بالاترین جایگاه جدول | بالاترین جایگاه جدول | بالاترین جایگاه جدول | بالاترین جایگاه جدول | بالاترین جایگاه جدول | بالاترین جایگاه جدول | بالاترین جایگاه جدول | بالاترین جایگاه جدول | فروش‌ها                                                                                   | گواهی‌نامه‌ها                                                                                |
| عنوان | جزئیات                                                                       | کره جنوبی            | استرالیا             | کانادا               | فرانسه               | آلمان                | ایتالیا              | ژاپن                 | نیوزیلند             | بریتانیا             | ایالات متحده         | فروش‌ها                                                                                   | گواهی‌نامه‌ها                                                                                |
| ----- | ---------------------------------------------------------------------------- | -------------------- | -------------------- | -------------------- | -------------------- | -------------------- | -------------------- | -------------------- | -------------------- | -------------------- | -------------------- | ---------------------------------------------------------------------------------------- | ------------------------------------------------------------------------------------------ |
| طلایی | - انتشار: ۳ نوامبر ۲۰۲۳ - ناشر: بیگ هیت - فرمت: سی‌دی، دانلود دیجیتال، استریم | ۱                    | ۲                    | ۴                    | ۱                    | ۶                    | ۳                    | ۱                    | ۲                    | ۳                    | ۲                    | - دابلیودابلیو: ۲٬۷۰۰٬۰۰۰ - کره جنوبی: ۲٬۷۰۶٬۰۷۴ - ژاپن: ۲۵۸٬۷۲۴ - ایالات متحده: ۲۴۴٬۰۰۰ | - کی‌ام‌سی‌ای: ۲× میلیون - کی‌ام‌سی‌ای: ۲× پلاتین - ام‌سی: طلا - آرآی‌ای‌جی: پلاتین - اس‌ان‌ئی‌پی: طلا |

### ترانه‌های در جدول
| عنوان                                                   | سال                  | بالاترین موقعیت در جدول | بالاترین موقعیت در جدول | بالاترین موقعیت در جدول | بالاترین موقعیت در جدول | بالاترین موقعیت در جدول | بالاترین موقعیت در جدول | بالاترین موقعیت در جدول | بالاترین موقعیت در جدول | فروش                   | آلبوم                |
| عنوان                                                   | سال                  | کره                     | کانادا                  | مجارستان                | نیوزیلند                | اسکاتلند                | بریتانیا                | ایالات متحده            | ملل ایالات متحده        | فروش                   | آلبوم                |
| به‌عنوان خوانندهٔ اصلی                                    | به‌عنوان خوانندهٔ اصلی | به‌عنوان خوانندهٔ اصلی    | به‌عنوان خوانندهٔ اصلی    | به‌عنوان خوانندهٔ اصلی    | به‌عنوان خوانندهٔ اصلی    | به‌عنوان خوانندهٔ اصلی    | به‌عنوان خوانندهٔ اصلی    | به‌عنوان خوانندهٔ اصلی    | به‌عنوان خوانندهٔ اصلی    | به‌عنوان خوانندهٔ اصلی   | به‌عنوان خوانندهٔ اصلی |
| ------------------------------------------------------- | -------------------- | ----------------------- | ----------------------- | ----------------------- | ----------------------- | ----------------------- | ----------------------- | ----------------------- | ----------------------- | ---------------------- | -------------------- |
| «آغاز»                                                  | ۲۰۱۶                 | ۲۷                      | —                       | —                       | —                       | —                       | —                       | —                       | ۵                       | - کره: ۹۰٬۵۲۶          | بال‌ها                |
| «سرخوشی»                                                | ۲۰۱۸                 | ۱۱                      | ۸۶                      | ۱۶                      | ۹                       | ۴۹                      | ۴۵                      | —                       | ۲                       | - ایالات متحده: ۱۵٬۰۰۰ | عاشق خودت باش: پاسخ  |
| «فرصت من»                                               | ۲۰۲۰                 | ۲۱                      | —                       | ۲۰                      | —                       | ۵۸                      | —                       | ۸۴                      | ۵                       | - ایالات متحده: ۱۹٬۰۰۰ | نقشهٔ روح: ۷          |
| همکاری‌ها                                                |                      |                         |                         |                         |                         |                         |                         |                         |                         |                        |                      |
| «کریسمس عالی» (به‌همراه جو کُن، لیم جونگ-هی، جوهی و آراِم) | ۲۰۱۳                 | ۴۵                      | —                       | —                       | —                       | —                       | —                       | —                       | —                       | - کره: ۶۴٬۷۸۹+         | بدون آلبوم           |

### ترانه‌های دیگر
| سال  | عنوان             | قالب                   | توضیحات               | منبع   |
| ---- | ----------------- | ---------------------- | --------------------- | ------ |
| ۲۰۱۳ | «همچون یک ستاره»  | دانلود دیجیتال، استریم | به‌همراه آراِم          | [ ۸۰ ] |
| ۲۰۱۵ | «یک رؤیا، یک کره» | دانلود دیجیتال، استریم | به‌همراه هنرمندان دیگر | [ ۸۱ ] |
| ۲۰۱۶ | «می‌دانم»          | دانلود دیجیتال، استریم | به‌همراه آراِم          | [ ۸۲ ] |
| ۲۰۱۶ | «من عاشقم»        | دانلود دیجیتال، استریم | به‌همراه لیدی جین      | [ ۸۳ ] |
| ۲۰۲۰ | «هنوز همراه تو»   | دانلود دیجیتال، استریم |                       |        |

### ترانه‌سرایی‌ها و تهیه‌کنندگی‌ها
جزئیات برگرفته از پایگاه دادهٔ انجمن حق تکثیر موسیقی کره است.
| سال  | هنرمند  | آلبوم                              | ترانه                         |
| ---- | ------- | ---------------------------------- | ----------------------------- |
| ۲۰۱۳ | بی‌تی‌اس  | خیلی خفن برای مدرسه                | «ما ضد گلوله‌ایم قسمت ۲»       |
| ۲۰۱۳ | بی‌تی‌اس  | خیلی خفن برای مدرسه                | «خیال‌بافی دیگه بسه»           |
| ۲۰۱۳ | بی‌تی‌اس  | خیلی خفن برای مدرسه                | «خاتمه: سایفر اتاق مدوّر»      |
| ۲۰۱۵ | بی‌تی‌اس  | زیباترین لحظه در زندگی، قسمت ۱     | «خاتمه: عشق پایان نیافته است» |
| ۲۰۱۵ | بی‌تی‌اس  | زیباترین لحظه در زندگی، قسمت ۲     | «بدو»                         |
| ۲۰۱۶ | بی‌تی‌اس  | زیباترین لحظه در زندگی: همیشه جوان | «برگ‌های مرده»                 |
| ۲۰۱۶ | بی‌تی‌اس  | زیباترین لحظه در زندگی: همیشه جوان | «بدو» (میکس آلترناتیو)        |
| ۲۰۱۶ | بی‌تی‌اس  | زیباترین لحظه در زندگی: همیشه جوان | «عشق پایان نیافته است»        |
| ۲۰۱۶ | بی‌تی‌اس  | زیباترین لحظه در زندگی: همیشه جوان | «بدو» (میکس بالاد)            |
| ۲۰۱۶ | بی‌تی‌اس  | جوانی                              | «مقدمه: جوانی»                |
| ۲۰۱۸ | بی‌تی‌اس  | عاشق خودت باش: اشک                 | «دکّان جادو»                   |
| ۲۰۲۰ | بی‌تی‌اس  | نقشهٔ روح: ۷                        | «فرصت من»                     |
| ۲۰۲۰ | جونگ‌کوک | بدون آلبوم                         | «هنوز همراه تو»               |
| ۲۰۲۰ | بی‌تی‌اس  | نقشهٔ روح: ۷ – سفر                  | «چشمانت سخن می‌گوید»           |
| ۲۰۲۰ | بی‌تی‌اس  | نقشهٔ روح: ۷ – سفر                  | «خاتمه: سفر»                  |
| ۲۰۲۰ | بی‌تی‌اس  | بدون آلبوم                         | «در جنگل»                     |
| ۲۰۲۰ | بی‌تی‌اس  | بودن                               | «تله‌پاتی»                     |
| ۲۰۲۰ | بی‌تی‌اس  | بودن                               | «بمان»                        |
| ۲۰۲۱ | بی‌تی‌اس  | بی‌تی‌اس، بهترین                     | «فیلم اوت»                    |

## فیلم‌شناسی

### موزیک ویدئوها
| سال  | عنوان         | مدت زمان | کارگردان(ها) | توضیحات                                        | منبع   |
| ---- | ------------- | -------- | ------------ | ---------------------------------------------- | ------ |
| ۲۰۱۳ | «کریسمس عالی» | ۳:۴۵     | نامشخص       | به‌همراه آراِم، جو کُن، لیم جونگ-هی و جو هی (اِیت) | [ ۸۶ ] |

### تلویزیون
| سال  | شبکه          | برنامه           | نقش         | توضیحات            | منبع   |
| ---- | ------------- | ---------------- | ----------- | ------------------ | ------ |
| ۲۰۱۶ | کی‌بی‌اس۲       | بانک موسیقی      | میزبان ویژه | به‌همراه سانا       | [ ۸۷ ] |
| ۲۰۱۶ | ام‌بی‌سی        | شو! میوزیک کور   | میزبان ویژه | به‌همراه جیمین      | [ ۸۸ ] |
| ۲۰۱۶ | ام‌بی‌سی        | شو! میوزیک کور   | میزبان ویژه | به‌همراه جی-هوپ     | [ ۸۹ ] |
| ۲۰۱۶ | اس‌بی‌اس        | کارکنان گل       | از بازیگران | قسمت آزمایشی       | [ ۲۵ ] |
| ۲۰۱۶ | ام‌بیگ تی‌وی    | برومنس سلبریتی‌ها | از بازیگران | فصل ۸ (قسمت ۳۹–۳۵) | [ ۲۶ ] |
| ۲۰۱۷ | ام‌بی‌سی میوزیک | شو چمپیون        | میزبان ویژه | —                  | [ ۹۰ ] |

### تریلرها و فیلم‌های کوتاه
| سال  | عنوان     | مدت زمان | کارگردان(ها)          | منبع   |
| ---- | --------- | -------- | --------------------- | ------ |
| ۲۰۱۶ | «آغاز ۱#» | ۲:۳۵     | یونگ-سوک چوی (لامپنز) | [ ۹۱ ] |
| ۲۰۱۸ | «سرخوشی»  | ۸:۵۲     | یونگ-سوک چوی (لامپنز) | [ ۹۲ ] |

## جوایز و نامزدی‌ها
| سال  | مراسم                  | جایزه             | اثر     | نتیجه | منبع   |
| ---- | ---------------------- | ----------------- | ------- | ----- | ------ |
| ۲۰۱۹ | جوایز نسل هزارهٔ ام‌تی‌وی | اینستاگرامر جهانی | جونگ‌کوک | برنده | [ ۹۳ ] |

## واژه‌نامه
1. ↑  In I'm Da One
2. ↑  Begin
3. ↑  My Time
4. ↑  Love is Not Over
5. ↑  Magic Shop
6. ↑  One Dream, One Korea
7. ↑  Still With You
8. ↑  Perfect Christmas
9. ↑  Like A Star
10. ↑  I Know
11. ↑  I'm In Love
12. ↑  We Are Bulletproof Pt. 2
13. ↑  No More Dream
14. ↑  Outro: Circle Room Cypher
15. ↑  Dead Leaves
16. ↑  Introduction: Youth
17. ↑  Your eyes tell
18. ↑  OUTRO: The Journey
19. ↑  In the Soop
20. ↑  Telepathy
21. ↑  Stay
22. ↑  Begin #1